# Oldfield Thomas
(Michael Rogers) Oldfield Thomas FRS-tag (Millbrook, Bedfordshire, 1858. február 21. – London, 1929. június 16.) angol zoológus. Zoológiai szakmunkákban nevének rövidítése: „Thomas”. A Royal Society tagja.

## Élete és munkássága
Oldfield Thomas a londoni Természettudományi Múzeum (Natural History Museum) dolgozója volt az emlősök részlegénél. Thomas körülbelül 2000 új fajt és alfajt írt le. 1876-ban a múzeum titkárságára nevezték ki, 1878-ban pedig áttért az Állattani Szárnyára. 1891-ben feleségül vett egy vagyonos nőt, akinek pénzével állatgyűjtőket fogadott fel, akik aztán a világ számos részéről gyűjtötték neki és a múzeumnak az új és ritka, főleg emlős példányokat. 1896-ban, miután William Henry Flower átvette az Állattani Szárny igazgatását, felfogadta Richard Lydekkert, hogy ő végezze azt a munkát amelyet addig Thomas végzett. Flower azért tette ezt, hogy időt adhasson Thomasnak az új fajok leírásához. Oldfield Thomas 1929-ben, 71 évesen, röviddel felesége halála után öngyilkosságot követett el.

## Oldfield Thomas által alkotott és/vagy megnevezett taxonok
Az alábbi linkben megnézhető Oldfield Thomas taxonjainak egy része.

## Fordítás
- Ez a szócikk részben vagy egészben  az   Oldfield Thomas című angol Wikipédia-szócikk fordításán alapul.  Az eredeti cikk szerkesztőit annak laptörténete sorolja fel. Ez a jelzés csupán a megfogalmazás eredetét és a szerzői jogokat jelzi, nem szolgál a cikkben szereplő információk forrásmegjelöléseként.